# Jonathan Heidel
Jonathan Heidel (* 25. Juni 2004) ist ein deutscher Motorrad-Trial-Fahrer aus Amtzell.

## Biographie
Zum Trialsport kam Jonathan Heidel mit acht Jahren über seinen Heimatverein, den MSC Amtzell. Zum Ende der Saison 2014 wurde er in den Kader des ADAC Württemberg nominiert und startete 2015 bei der JDM. Seitdem gehört er zum Kader des ADAC Württemberg, mit dem er an vier bis fünf Wochenenden im Jahr trainiert. Bei der JDM 2015 wurde er von den Trainern der DMSJ gesichtet und erhielt eine Einladung zum Kadertraining des DMSJ-Juniorteams. Nach einem Jahr als Gastfahrer ist er seit 2017 eines von sechs Mitgliedern des DMSJ-Juniorteams. Das DMSJ-Juniorteam ist das Jugendnational-Team, mit diesem trainiert er hauptsächlich von November bis April an bis zu acht Wochenenden in Deutschland und in Europa. Seit dem Jahr 2020 ist er im Kader der ADAC-Stiftung Sport.
2022 war Heidel einer von 24 Motorsportlern, die im DMSB Motorsport Team Germany fuhren und für die DMSB-Trial-Nationalmannschaft beim FIM Trial of Nations in Monza starteten.

## Erfolge

### Saison 2019
- Deutscher Vize-Jugendmeister 2019
- Baden-Württembergischer Jugendmeister 2019
- TSG Meister 2019
- 4. Gesamtrang Jugend-Europameisterschaft 2019
- 3. Gesamtrang Deutsche Meisterschaft 2019 Klasse 2

### Saison 2021
- 4. Platz Deutsche Meisterschaft Klasse 1
- 5. Platz Junioren-Europameisterschaft
- 10. Platz Weltmeisterschaft Trial 125

### Saison 2022
- 5. Platz Deutsche Meisterschaft[3]
- 6. Platz Europa Meisterschaft[4]